# Carol City
Carol City é uma antiga Região censo-designada localizada no estado americano da Flórida, no Condado de Miami-Dade.

## Demografia
Segundo o censo americano de 2000, a sua população era de 59.443 habitantes.

## Geografia
De acordo com o United States Census Bureau tem uma área de 20,0 km², dos quais 19,7 km² cobertos por terra e 0,3 km² cobertos por água.

## Localidades na vizinhança
O diagrama seguinte representa as localidades num raio de 8 km ao redor de Carol City.